# Zdislav

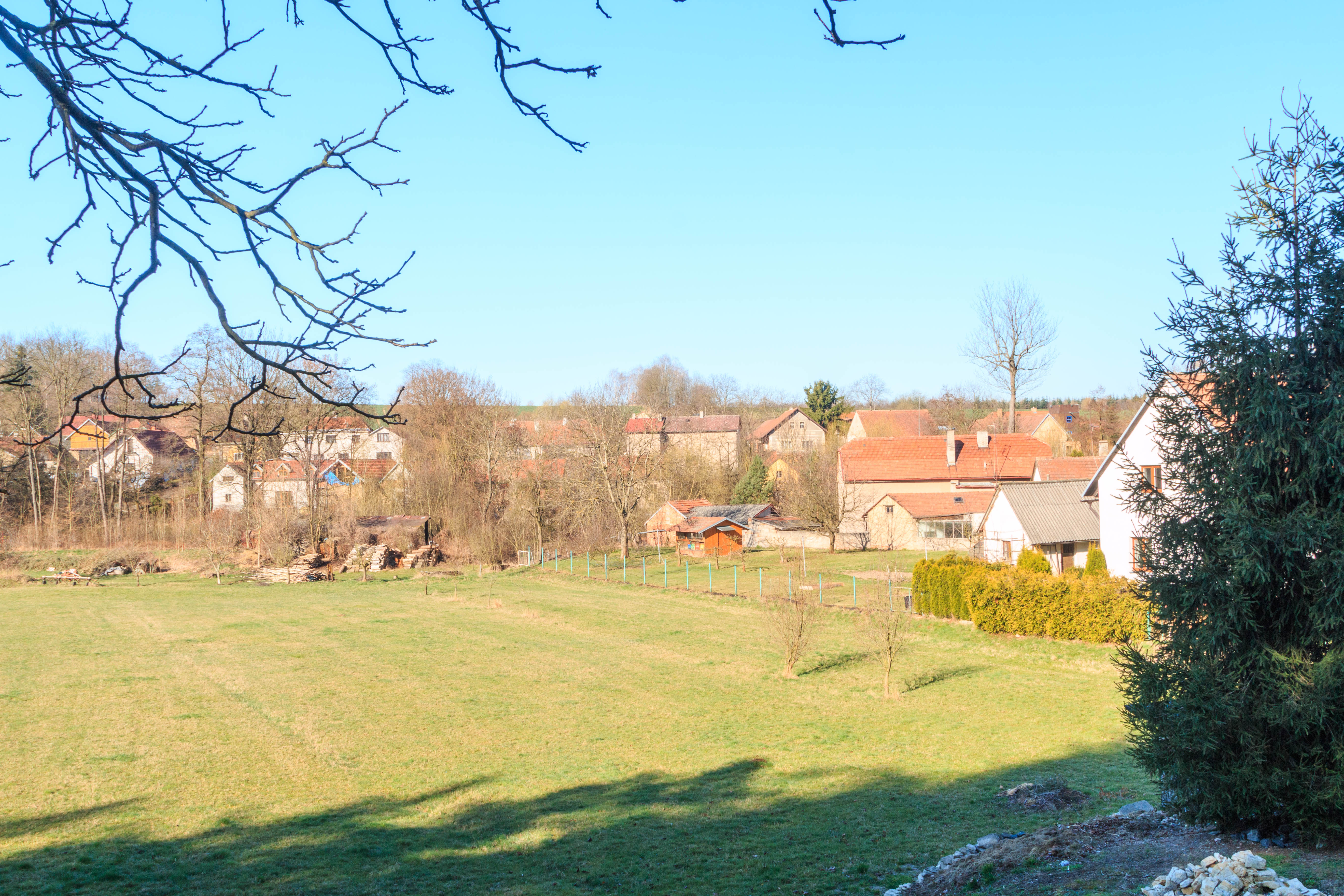
Blick vom Weg zur Burg Košumberk auf Zdislav

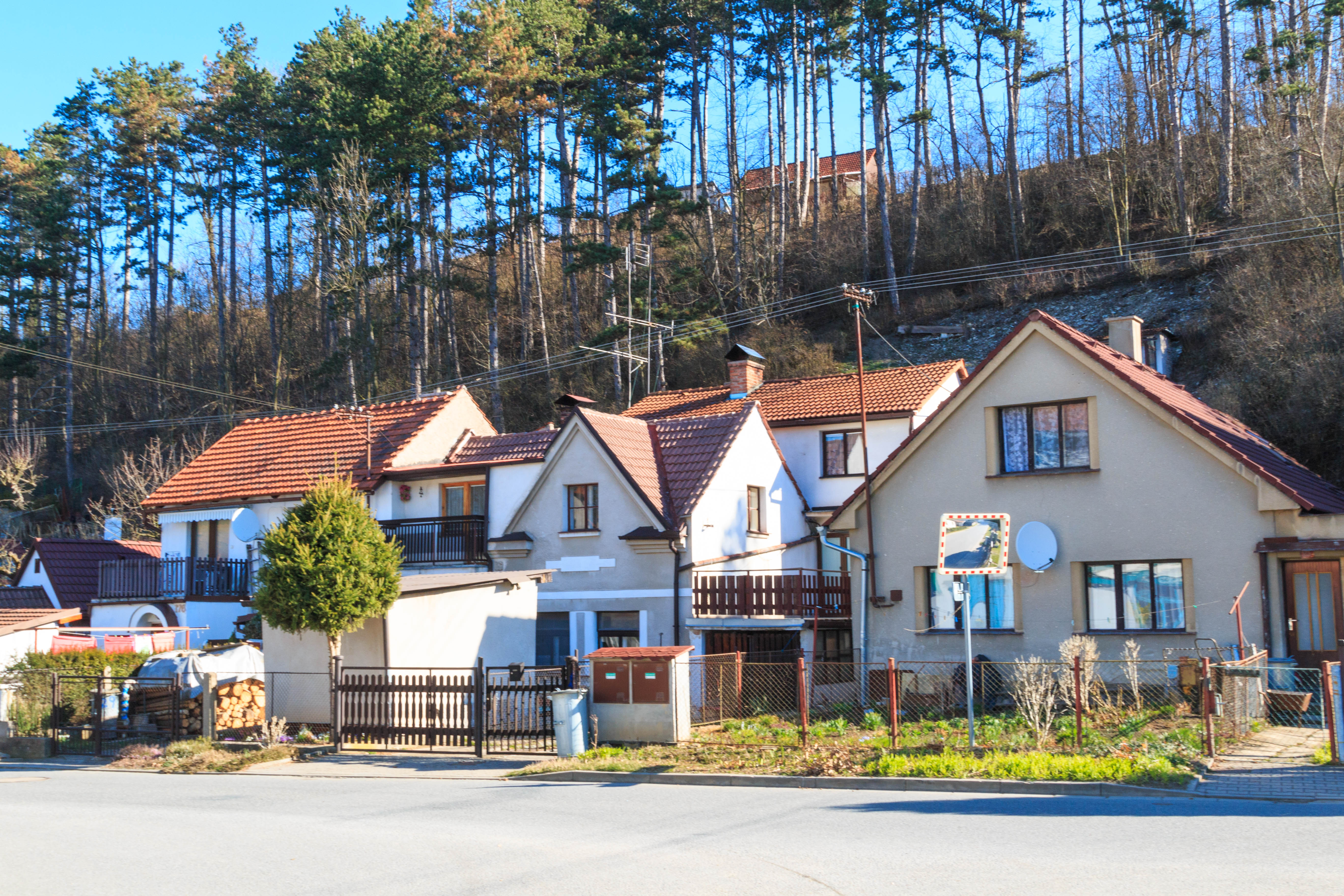
Teil des Dorfes

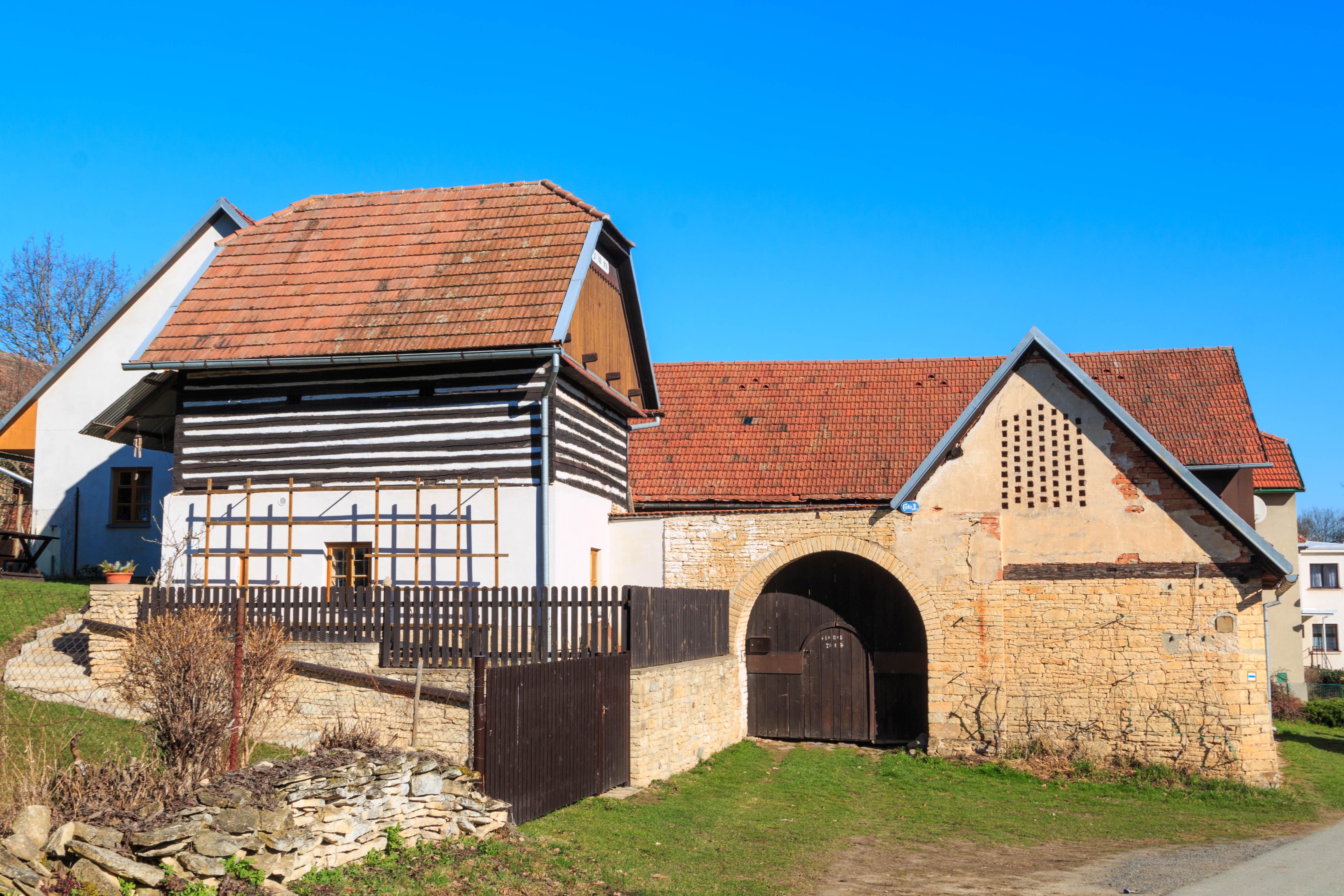
Speicher am Haus Nr. 1

Zdislav (deutsch Sdislau, auch Zdislau) ist ein Ortsteil der Stadt Luže in Tschechien. Er liegt einen Kilometer südlich von Luže und gehört zum Okres Chrudim.

## Geographie
Zdislav befindet sich linksseitig der Novohradka (Wolschinka) in der Štěpánovská stupňovina (Stiepanower Stufenland bzw. Flözgebirge). Westlich des Dorfes verläuft die Staatsstraße II/305 zwischen Luže und Skuteč. Im Norden erhebt sich der Chlumek (379 m n.m.), östlich der Košumberk (376 m n.m.) mit der gleichnamigen Burgruine.
Nachbarorte sind Horní Radim und Luže im Norden, Chlumek im Nordosten, Košumberk im Osten, Tišina und Doly im Südosten, Lhota u Skutče und Zbožnov im Süden, Štěpánov, Přibylov und Nová Ves im Südwesten, Hroubovice im Westen sowie Bělá im Nordwesten.

## Geschichte
Zdislav gehört vermutlich zu den ältesten Orten in Ostböhmen. Die erste schriftliche Erwähnung des Dorfes erfolgte 1086 in der Stiftungsurkunde des Klosters Opatowitz, die jedoch für ein Falsifikat aus späterer Zeit gehalten wird. Im 13. Jahrhundert befand sich auf dem Sporn über dem Dorf die Feste Komárka. Im Jahre 1392 wurde Zdislav unter den Besitzungen der Richenburg erwähnt. 1417 kam das Dorf zur Burg Košumberk, dabei findet sich auch die älteste Nachricht über die Mühle. Aus der Beschreibung der Mühlen der Herrschaft Koschumberg von 1704 geht hervor, das die Mühle mit einer Stampfe für Graupen kombiniert war. Zu Beginn des 19. Jahrhunderts wurde ein Wasserwerk für die herrschaftliche Brauerei Koschumberg angelegt.
Im Jahre 1835 bestand das im Chrudimer Kreis gelegene Dorf Zdislau bzw. Zdislaw aus 36 Häusern, in denen 125 Personen lebten. Südöstlich lagen die herrschaftliche Wasserleitung, die über ein Druckwerk Wasser aus der Wolschinka nach Koschumberg und Chlumek führte, das Aufseherhaus und der herrschaftliche Fischhälter sowie – in doppelter Distanz – die herrschaftliche Weißgerberwalke, die Mühle unter Koschumberg und ein Jägerhaus. Pfarrort war Lusche. Nach 1840 erhielt die Weißgerberwalke ein neues Wasserrad von fast fünf Metern Durchmesser. Bis zur Mitte des 19. Jahrhunderts blieb Zdislau dem Gut Koschumberg untertänig.
Nach der Aufhebung der Patrimonialherrschaften bildete Zdislav ab 1849 einen Ortsteil der Gemeinde Košumberk im Gerichtsbezirk Skutsch. Ab 1868 gehörte das Dorf zum politischen Bezirk Hohenmauth. 1869 hatte Zdislav 143 Einwohner und bestand aus 31 Häusern. In den 1880er Jahren löste sich Zdislav von Košumberk los und bildete eine eigene Gemeinde. Im Jahre 1900 lebten in Zdislav 147 Personen, 1910 waren es 153. Das Wasserwerk wurde seit Beginn des 20. Jahrhunderts von der Hamza-Kinderheilanstalt in Košumberk genützt; in den 1920er Jahren erfolgte eine Modernisierung, anstelle von zwei Wasserrädern wurden zwei Francis- und eine Kaplanturbine eingesetzt. 1930 hatte Zdislav 133 Einwohner. Der letzte Müller, B. Sháněl, ließ 1930 zwei Wasserräder durch eine Turbine ersetzen; 1941 wurde der Mühlbetrieb eingestellt. Am 1. Januar 1953 wurde Zdislav nach Luže eingemeindet. Seit 1961 gehört das Dorf zum Okres Chrudim. In der Mitte der 1970er Jahre entstand am südwestlichen Ortsrand eine Ferienhaussiedlung mit 17 Erholungsobjekten. Beim Zensus von 2001 lebten in den 34 Häusern von Zdislav 70 Personen.

## Ortsgliederung
Zu Zdislav gehört die Einschicht Tišina.
Der Ortsteil bildet einen Katastralbezirk.

## Sehenswürdigkeiten
- Burgstall Komárka, auf dem Sporn südlich des Dorfes. Über die erloschene Feste gibt es keine schriftlichen Überlieferungen, sie wird anhand von Keramikresten in die Mitte des 13. Jahrhunderts datiert.
- Speicher in Volksbauweise am Haus Nr. 1 mit steinernem Untergeschoss und gezimmertem Obergeschoss
- Sandsteinkreuz mit Corpus Christi, in der Ortsmitte, errichtet in der Mitte des 19. Jahrhunderts